# Llessui (antic municipi)
|  | Aquest article és sobre l'antic municipi d'aquest nom. Per al poble, vegeu Llessui. |

| \| ← \| 1812 — 1970 \| → \|                   |                    |   |
| Escut d'armes                                 |                    |   |
| Llessui dins de Sort                          |                    |   |
| Període històric                              | Edat Contemporània |   |
| • Creació del municipi (Constitució de Cadis) | 1812               |   |
| • Annexió de Saurí                            | 1847               |   |
| • Annexió a Sort                              | 1970               |   |
| Altitud                                       | 1.417,3 m          |   |
| Superfície                                    |                    |   |
| • 1970                                        | 53,03 km2          |   |
| • 2011                                        | 53,03 km2          |   |
| Població                                      |                    |   |
| • 2011                                        | 133                |   |
| Densitat                                      | 2,5/km²            |   |
| ←                                             | 1812 — 1970        | → |

L'antic municipi d'Llessui era un terme municipal de la comarca del Pallars Sobirà que va ser incorporat el 1970 al terme de Sort juntament amb Enviny el mateix any, i Altron el 1976 per tal de formar l'actual terme municipal de Sort.
El municipi d'Enviny fou creat el 1812 a partir de les disposicions de la Constitució de Cadis i es mantingué independent fins a la seva incorporació a Sort, el 1970. També fou creat el 1812 l'ajuntament de Saurí, incorporat a Llessui el 1847.
Aquest municipi incloïa els pobles de Llessui i Saurí, el veïnat de la Torre i els antics pobles, ara desapareguts, de Meneurí i Torena.

## Geografia
El terme de Llessui era el més gran dels quatre antics municipis units a l'actual de Sort. Amb una extensió de 53,03 km², representava una mica més de la meitat del nou terme, de 105,05 km².

### Descripció geogràfica
L'antic terme de Llessui ocupava gairebé tot l'espai septentrional de l'actual terme de Sort.

#### El perímetre de l'antic terme
El terme de Llessui limitava al nord-est amb el terme d'Espot, a llevant amb el de Surp, ara Rialb, al sud-est amb el d'Altron, a migdia amb el d'Enviny, els dos darrers actualment integrats també en el de Sort, al sud-oest amb el de Mont-ros, i a ponent amb el de la Torre de Cabdella. Comença la descripció del termenal a l'extrem nord-oest del terme, en el Pic de la Mainera, que arriba als 2.909,3 metres d'altitud.

##### Límit ambEspot
Des del Pic de la Mainera, la línia divisòria de termes municipals segueix la Cresta de la Mainera cap al nord-est, fins al seu extrem nord-est, que assoleix l'alçària de 2.825,7 metres, i torç cap a llevant, per seguir la Cresta de l'Avió, formant un arc cap al nord-est. Així, arriba al Muntanyó (2.781,2), baixa cap al sud-est fins al Coll de Muntanyó (2.747,8); continua cap a llevant, passat el qual gira cap al sud per tal d'emprendre des del seu extrem nord el Serramont, passant per les Picardes (2.802,4) i els Caps del Tou (2.782,7). Seguint sempre la carena de Serramont, es va decantant cada cop més cap al sud-est, i després segueix la carena de la Serravilla justament fins a la meitat, el punt més alt, de 2.412,9 metres d'altitud. En aquest punt es troben els termes d'Espot, Sort (antic terme d'Enviny) i Rialb (antic terme de Surp.

##### Límit ambSurp, araRialb
Des del punt anterior, el termenal amb Surp segueix la línia sud-est, més decantada cap al sud que cap a l'est, segueix la meitat meridional de la carena de Serravilla, fins al Coll de la Portella (2.327,9 metres d'altitud), segueix encara un tros més de Serravilla, fins al Colletó de la Portella (2.265,4), travessa el Planell d'Arquer i puja al Bony d'Arquer (2.306,2). En aquest lloc, el límit municipal gira cap al sud-est, i va a buscar la carena del Serrat d'Arquer. Quan arriba a l'extrem sud-oriental d'aquest serrat, gira cap al sud-oest per tal d'anar a buscar un contrafort d'aquest serrat que segueix aquella direcció, fins que arriba al punt on es troben els termes municipals de Llessui, Altron, actualment tots dos englobats en el de Sort, i de Surp, actualment Rialb.

##### Límit ambAltron, araSort
Des del punt anterior, el termenal se separa del Riu de Berasti cap al sud-est pujant cap a les Redones, on torç una mica més cap a llevant. Tot seguit travessa los Verdanals, i va pujant de forma paral·lela al Riu de Berasti cap a la part baixa del Serrat de Pigalmartí i del Barranc del Sidó, i, girant progressivament cap al sud-est, s'adreça a les Riba-roies i el Tossal de Riba-roia. Segueix després el Bago de Sorre per la part alta, i gira cap al sud-sud-est per pujar al Serrat del Bago, a l'altitud de 1.376 metres; tot seguit, fa cap a les Auredes, i torna a canviar de direcció. Ara cap al sud-oest, travessa el Serrat de Sant Jaume i arriba ran de la carretera LV-5225, la que mena a Saurí, a prop i al sud-est de Llessui, on es troba la Font Cardeta. Aleshores, el termenal continuava en direcció sud-est, baixava pel costat de ponent de Bernui, pel Barranc de Font Cardeta, fins a arribar a sota i al sud de Bernui al Barranc de Pamano. Segueix aigües avall aquest barranc, després segueix la seva continuació, el Barranc d'Altron, sempre cap a llevant, fins al lloc on s'aboca en aquest barranc el de Puineró. En aquell lloc el termenal gira cap al sud-oest i remunta el barranc fins a la cota 1.250, on trenca breument cap al nord-est i tot seguit arriba as Puialbedres, on segueix cap a l'est-sud-est per l'Obaga de Castalona cap al Tossal de Castalona, de 1.350,7 metres d'altitud, on es trobaven els termes d'Altron, Llessui i Enviny.

##### Límit ambEnviny, araSort
Des del Tossal de Castalona, el termenal amb Llessui seguia cap a l'oest-sud-oest per girar aviat cap a l'oest, seguint una carena, i pujar al Bony de les Tosques, de 1.475,6 metres d'altitud, el Bony de Cucat, de 1.472,3, i la Collada de Solati, de 1.451,4; des d'aquest lloc, cap al sud-sud-oest, deixa a llevant les Bordes d'Olp i després la Borda de Cebrià, fins que, a ponent d'aquesta darrera borda, gira cap al nord-oest. Puja per la Pala de Solati i els Prats dels Caps cap a la cota 1.800 del Serrat del Tossal Roi i torna a tòrcer, ara cap al sud-oest, fins al Tossal Roi, de 1.983,5. Aleshores segueix cap a l'oest-nord-oest cap a la Serra dels Fontanals, i segueix, fent un arc còncau cap a migdia, tota la carena superior de la capçalera del Barranc de Montardit, fins a l'extrem de llevant de la Pala Cremada, fins que assoleix la cota 2.350 del Cap de Cabristà, sense assolir-ne el cim, on es troben els termes municipals de Llessui, la Torre de Cabdella (Mont-ros), i Enviny.

##### Límit ambMont-ros, arala Torre de Cabdella
Des del punt anterior, acaba de pujar al Cap de Cabristà (2.372,3 m. alt.), el termenal segueix cap al nord-oest fins al Cap de Coma Llobatera (2.397,8), trenca breument cap al sud-oest fins al Tuc de la Cometa (2.444,8), on torna a girar, ara cap al nord-nord-oest, assoleix el Bony (2.446,1) i emprèn per la carena de la Serra del Rei fins a lo Tossal, de 2.493,9 metres d'altitud, antic triterme entre Llessui, Mont-ros i la Torre de Cabdella.

##### Límit ambla Torre de Cabdella
Des de lo Tossal el termenal amb la Torre de Cabdella passa al costat de l'estació superior del telecadira que arriba més amunt de l'Estació d'esquí de Llessui, i s'adreça a la Collada d'Altars (2.404,3 m. alt.), el Bony d'Altars (2.416,9) i la Serra d'Altars. Sempre cap al nord, però seguint la carena més alta, arriba al Coll de Triador (2.108,1), i continua fins al Tossal de Pamano, de 2.151,1 metres d'altitud, al nord del qual es forma el barranc de Pamano, que inspirà el nom del barranc que discorre al costat del poble on s'esdevé l'acció de la novel·la de Jaume Cabré i Fabré Les veus del Pamano. Tot seguit, segueix la Serra de la Mainera cap al nord (contrafort meridional del Montsent de Pallars), segueix el Serrat del Collet i s'enfila fins als 2.882,7 metres del Montsent de Pallars.
Sempre cap al nord, el termenal inicia la baixa cap a la Collada de Coma Plana (2.698,4), Tossalet de la Coma (2.731,6), Crestells de Montorroio, i girant cap al nord-est, puja al Montorroio, de 2.862,4. Tot seguit comença a davallar cap a la Collada de la Coma d'Espòs (2.638,3), Pala Pedregosa de Llessui (entre els quals forma un arc còncau cap a ponent), amb el Pas de l'Os (2.861,3) enmig, Tartera de Mar i, finalment, Pic de la Mainera, on ha començat aquesta descripció.

### Entitats de població
| Entitat de població | Habitants (2011) |
| ------------------- | ---------------- |
| Llessui             | 113              |
| Meneurí             | 0                |
| Saurí               | 20               |
| La Torre            | Amb Llessui      |
| Font: Idescat       |                  |

## Història

### Edat contemporània
En el cens del 1857 Llesuy apareix amb 746 habitants i 152 cèdules personals inscrites, repartides de la manera següent: Llesuy, 600 habitants i 123 cèdules, i Sauri, 146 i 29.
Alcaldes:
- Domènec Masa (1898)

### Demografia
| 1497 f | 1515 f | 1553 f | 1717 | 1787 | 1857 | 1877 | 1887 | 1900 | 1910 |
| ------ | ------ | ------ | ---- | ---- | ---- | ---- | ---- | ---- | ---- |
| -      | -      | 30     | -    | -    | 746  | 552  | 540  | 525  | 452  |

| 1920 | 1930 | 1940 | 1950 | 1960 | 1970 | 1981 | 1990 | 1992 | 1994 |
| ---- | ---- | ---- | ---- | ---- | ---- | ---- | ---- | ---- | ---- |
| 552  | 435  | 348  | 387  | 322  | -    | -    | -    | -    | -    |

| 1996 | 1998 | 2000 | 2002 | 2004 | 2006 | 2008 | 2010 | 2012 | 2014 |
| ---- | ---- | ---- | ---- | ---- | ---- | ---- | ---- | ---- | ---- |
| -    | -    | 117  | 121  | 128  | 133  | 134  | 133  | -    | -    |

## Activitat econòmica
L'economia de Llessui es basava tradicionalment en els conreus d'autoconsum, sobretot patates, sègol i mongetes, en la ramaderia de bestiar boví i oví, atesa la gran quantitat de pastures a les parts altes del terme, i a l'explotació dels boscos. Modernament, va aparèixer una nova forma d'esplotar els recursos naturals: la pràctica de l'esquí. Així, el 1967 es creava l'Estació d'Esports d'Hivern de Llessui, impulsat pel mateix grup financer que posseïa l'Hotel Comtes del Pallars, de Rialb. A principis de la dècada dels noranta, del segle xx, l'estació tancava per la constant manca de neu, per la qual cosa quedà estroncada la nova via econòmica de Llessui: el turisme, que, sense perdre's del tot, ha perdut la força que arribà a tenir a la dècada dels 70 i principis dels 80.